# Frank Abagnale
Frank William Abagnale, Jr., född 27 april 1948 i Bronx, New York, men uppväxt i Bronxville, New York, är en amerikansk säkerhetskonsult men mest känd som före detta förfalskare av checkar. Han inledde en bana som förfalskare 1964, vid 16 års ålder. Under fem år förfalskade han checkar till ett värde av mer än 2,5 miljoner dollar i 26 olika länder. Han utgav sig också för att vara Pan Am-pilot och reste på detta sätt världen runt på flygbolagets bekostnad. Under dessa år använde han sig av åtta alias – ibland fler för att lösa in falska checkar. Abagnale åkte till slut fast i Frankrike 1969 och satt en tid fängslad där. Han satt därefter av ett sex månader långt fängelsestraff i Sverige, innan han utlämnades till USA. I USA dömdes han till tolv års fängelse. Han blev dock frisläppt efter fem år i utbyte mot att han hjälpte FBI att lösa bedrägerifall, på grundval av hans egen erfarenhet.
Idag driver han Abagnale and Associates, ett företag som specialiserat sig på att hjälpa företag med att förebygga finansiella bedrägerier. Hans levnadshistoria har gett inspiration till spelfilmen Catch Me If You Can (2002), som i stort är baserad på hans spökskrivna biografi med samma namn.